# Suits
Suits là một bộ phim truyền hình của Mỹ được tạo ra và viết kịch bản bởi Aaron Korsh. Bộ phim được phát sóng vào ngày 23 tháng 6 năm 2011 trên USA Network và được sản xuất bởi Universal Cable. Bối cảnh của Suits được đặt tại một công ty luật hư cấu ở thành phố New York. Tâm điểm của phim xoay quanh nhân vật Mike Ross (Patrick J. Adams) đầy tài năng. Sau khi bỏ học đại học, anh được nhận vào làm việc với tư cách là luật sư tập sự của Harvey Specter (Gabriel Macht), mặc dù chưa bao giờ thực sự học trường luật. Nội dung phim tập trung vào Mike và quản lý của mình là Harvey để tham gia vào bào chữa cho nhiều vụ kiện tụng khác nhau và vẫn giữ kín bí mật của Mike.
Suits đã được đề cử một số giải thưởng từ năm 2012, Gina Torres và Patrick J. Adams nhận lời khen ngợi cá nhân cho vai diễn Jessica Pearson và Mike Ross, tương ứng. Trên hai đề cử công nhận vai diễn của cô là một nữ diễn viên phụ, Torres đã được trao giải thưởng Xuất sắc trong một bộ phim truyền hình tại giải thưởng NHMC Impact Awards năm 2013. Adams đã được đề cử cho Diễn xuất xuất sắc của Nam diễn viên trong một bộ phim truyền hình tại giải thưởng Screen Actors Guild 2012, và chương trình đã được đề cử cho hai giải People's Choice.

## Diễn viên
- Gabriel Macht trong vai Harvey Specter
- Patrick J. Adams trong vai Mike Ross
- Rick Hoffman trong vai Louis Litt
- Meghan Markle trong vai Rachel Zane
- Sarah Rafferty trong vai Donna Paulsen
- Gina Torres trong vai Jessica Pearson
- Amanda Schull trong vai Katrina Bennett
- Dulé Hill trong vai Alex Williams
- Katherine Heigl trong vai Samantha Wheeler